# Mearnsia
Mearnsia är ett släkte med fåglar i familjen seglare inom ordningen seglar- och kolibrifåglar med två arter:
- Vitvingad seglare (M. picina)
- Papuaseglare (M. novaeguineae)